# V.6: The Gift
| Оценки критиков | Оценки критиков |
| Источник        | Оценка          |
| --------------- | --------------- |
| XXL             | [ 1 ]           |

V.6: The Gift — двенадцатый микстейп американского рэпера Lloyd Banks, который был выпущен 24 июля 2012 года для бесплатного скачивания. Гостями микстейпа стали Young Chris, Vado, Fabolous, Jadakiss и Schoolboy Q. Продюсерами микстейпа стали Automatik, Doe Pesci, Superiors, A6, V Don, Beat Butcher, Tha Jerm и Cardiak.

## О микстейпе
Название микса было взято из его десятого микстейпа V.5, сделав его продолжением, который вышел 28 декабря 2009 года с DJ Whoo Kid, бывшим членом группы G-Unit. Дата выпуска микстейпа была назначена на день его рождения 30 апреля 2012 года. Однако вскоре дата выхода была перенесена. 16 июля 2012 года на сайте DatPiff, Lloyd Banks объявил о новой дате релиза: 24 июля 2012 года. Этот же сайт, как и сам Lloyd Banks, будет выпускать микстейп для бесплатного скачивания. В последнем треке рэпер объявил о своём новом микстейпе с DJ Drama: Gangsta Grillz. На данный момент, микстейп V.6 имеет более 250000 загрузок на DatPiff, удостоверяющий статус платины микстейпа, на этом сайте.

## Синглы
29 марта 2012 года, Lloyd Banks выпустил первый официальный сингл с микстейпа через свой аккаунт в YouTube. Песня Open Arms, была выпущена позже, как сингл на iTunes 30 марта 2012 года. Этот трек был спродюсирован продюсером лейбла G-Unit Records: Doe Pesci..

## Список композиций
| №                   | Название                                | Автор(ы)                  | Продюсер(ы)         | Длительность |
| ------------------- | --------------------------------------- | ------------------------- | ------------------- | ------------ |
| 1.                  | «Rise from the Dirt (Intro)»            | Christopher Charles Lloyd | Automatik           | 3:22         |
| 2.                  | «City of Sin» (при участии Young Chris) | Lloyd, Christopher Ries   | Doe Pesci           | 4:18         |
| 3.                  | «The Sprint»                            | Lloyd                     | Superiors           | 3:18         |
| 4.                  | «Open Arms»                             | Lloyd                     | Doe Pesci           | 2:47         |
| 5.                  | «We Run the Town» (при участии Vado)    | Lloyd, Teeyon Winfree     | Automatik           | 2:57         |
| 6.                  | «Protocol»                              | Lloyd                     | A6                  | 3:43         |
| 7.                  | «Can She Live?»                         | Lloyd                     | V Don               | 3:00         |
| 8.                  | «Bring It Back» (при участии Fabolous)  | Lloyd, John Jackson       | A6                  | 4:46         |
| 9.                  | «Chosen Few» (при участии Jadakiss)     | Lloyd, Jason Phillips     | Beat Butcher        | 4:35         |
| 10.                 | «Gettin' By» (при участии Schoolboy Q)  | Lloyd, Quincy Hanley      | The Jerm            | 3:58         |
| 11.                 | «Live It Up»                            | Lloyd                     | Cardiak             | 3:06         |
| 12.                 | «Money Don't Matter»                    | Lloyd                     | Beat Butcher        | 3:04         |
| 13.                 | «Hate You More»                         | Lloyd                     | The Jerm            | 3:23         |
| 14.                 | «Show and Prove»                        | Lloyd                     | Cardiak             | 2:49         |
| 15.                 | «Terror Dome»                           | Lloyd                     | Doe Pesci           | 2:58         |
| Общая длительность: | Общая длительность:                     | Общая длительность:       | Общая длительность: | 51:49        |